# Leytronain
Le leytronain (endonyme : laïtronin) ou patois de Leytron (patouê dè Laïtron) est une variété du francoprovençal valaisan, essentiellement parlée à Leytron et ses proches alentours, en Suisse.

## Étude linguistique
En 1992, un groupe de six passionnés, dont trois instituteurs, issus de l'association des Amis du patois, mettent à l'écrit cette variété essentiellement orale avec la publication de l'ouvrage Le Patois de Leytron. Ce dernier regroupe environ 3600 mots et expressions patoisants, sous forme de plusieurs lexiques correspondant chacun à un thème,. Comme le note l'ethnologue Rose-Claire Schüle, ces lexiques « sont parfois accompagnés d'un texte, mais ne donnent qu'une traduction minimale patois/français » et la publication ne partage « pas de phraséologie ».

## Exemples lexicaux
| Terme en leytronain | Signification en français de Suisse | Ref   |
| ------------------- | ----------------------------------- | ----- |
| adon                | alors                               | [ 1 ] |
| anmâ                | aimer                               | [ 2 ] |
| avoui               | avec                                | [ 1 ] |
| din                 | dans                                | [ 2 ] |
| fire                | faire                               | [ 1 ] |
| i fô                | il faut                             | [ 2 ] |
| linvoue             | langue                              | [ 1 ] |
| nô                  | nous                                | [ 1 ] |
| noutre              | notre                               | [ 1 ] |
| prèdjé              | parler                              | [ 1 ] |
| rioule              | fête                                | [ 1 ] |
| via                 | vie                                 | [ 2 ] |

## Revitalisation
En 1980, des défenseurs de cette variété créent à Leytron l'association des Amis du patois, ayant pour but la sauvegarde de ce qui est parlé par les générations de plus de cinquante ans vivant dans la partie supérieure de la commune. Le fruit de leur projet est notamment l'ouvrage Le Patois de Leytron (1992). En 1993, est fondée la société patoisante Li Brindèyeü dè Laïtron (« Les Porteurs de brante de Leytron »). Cette dernière anime de nombreux événements locaux comme le cinquantième anniversaire de la cabane Rambert et collabore avec des sociétés voisines comme la production d'une pièce de théâtre (Le Kordagnê de Martial Ançay, sur une mise en scène de Raymond Ançay) chantée en 2013 avec les patoisants de Fully Li Brejeyoeu,,. Elle participe également à de nombreuses fêtes cantonales et accueille même en 2018 à Leytron le rassemblement annuel de la Fédération cantonale valaisanne des amis du patois, étant alors la cadette des sociétés affiliées à cette fédération,. En 2018, Li Brindèyeü dè Laïtron compte 40 adhérants, dont 25 actifs.